# Eugen Gebele

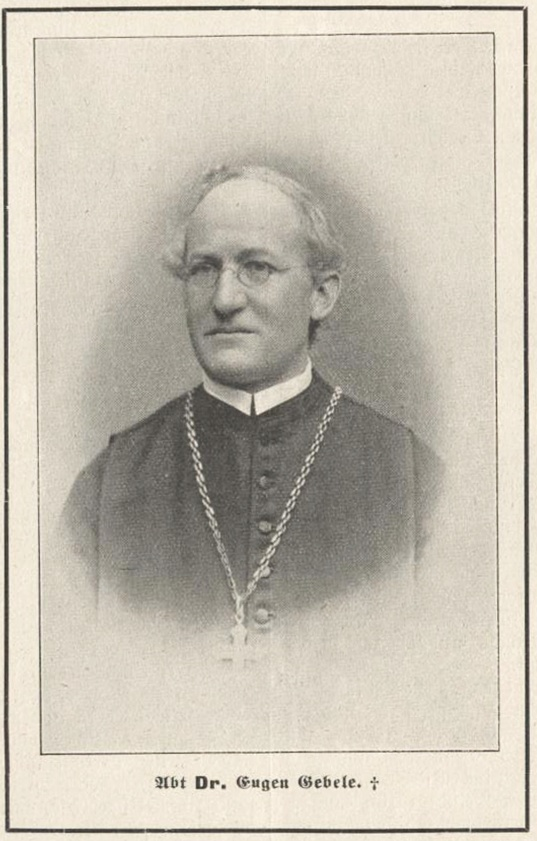
Abtpräses Eugen Gebele OSB

Eugen Gebele OSB (* 10. April 1836 in Osterbuch, heute ein Ortsteil von Laugna; † 8. August 1903 in Augsburg) war ein katholischer Priester, Benediktinerabt und Abtpräses der Bayerischen Benediktinerkongregation.

## Leben
Der Sohn eines Tischlers wurde als Ernst Gebele im schwäbischen Osterbuch geboren und besuchte das Gymnasium bei St. Stephan in Augsburg. Gebele studierte Theologie an der Hochschule Dillingen und erhielt am 21. Juli 1861 die Priesterweihe. Zunächst Weltpriester, wirkte er als Kaplan in Langenreichen und Marktoberdorf, ab 1863 an St. Maximilian in Augsburg.
1868 trat der Geistliche in die Abtei St. Stephan, Augsburg, ein und wurde Benediktiner. Am 6. Juni 1869 legte Gebele die Ordensgelübde ab und erhielt den Namen Eugen.
1870 promovierte er an der Universität München in Philosophie. Von diesem Jahr an bis 1889 unterrichtete Gebele Philosophie, Geschichte und Geografie am Augsburger Gymnasium bei Sankt Stephan. In der Nachfolge des Priesters Georg Razinger übernahm er mit ministerieller Entschließung vom 21. März 1869 die Funktion eines Predigers an der Studienkirche für die drei Münchner Gymnasien. Mit Rescipt vom 17. Januar 1871 wurde er auf Ansuchen dieser Funktion enthoben; sein Nachfolger wurde der Priester Georg Schmiduber, Benefiziat bei St.Peter in München. Wegen eines Halsleidens musste er seine Lehrtätigkeit schließlich aufgeben.
Am 11. März 1889 wählte man ihn zum Abt von St. Stephan zu Augsburg, am 28. April des Jahres erhielt er die Benediktion. Gleichzeitig war er auch Prior des Filialklosters Ottobeuren. 1897 avancierte Gebele zum Abtpräses der Bayerischen Benediktinerkongregation, also zum ranghöchsten Benediktiner Bayerns. Alle Ämter hatte er bis zu seinem Tode inne. Eugen Gebele starb völlig unerwartet am 8. August 1903, nach kurzem Unwohlsein am Herzschlag, wie es der Nachruf ausdrückt.
Er veröffentlichte mehrere historische Abhandlungen. Am bekanntesten ist das 1870 publizierte Werk: Leben und Wirken des Bischofs Hermann von Augsburg.